# Radical 74

Traditionnel Kangxi Radical 074 月: 4 + 14

Le radical 74, qui signifie la Lune ou le mois, est un des 35 des 214 radicaux chinois répertoriés dans le dictionnaire de Kangxi composés de quatre traits.
Le caractère Unicode de 月 est 6708.

## Caractères avec le radical 74
| nombre de traits          | caractères        |
| ------------------------- | ----------------- |
| Sans trait supplémentaire | 月                |
| 2 traits supplémentaires  | 有                |
| 4 traits supplémentaires  | 朊 朋 朌 服 肭    |
| 5 traits supplémentaires  | 朎 朏 朐 朑 胙    |
| 6 traits supplémentaires  | 朒 朓 朔 朕 朗 朗 |
| 7 traits supplémentaires  | 朖 朘 朙 朚 望    |
| 8 traits supplémentaires  | 朜 朝 朞 期       |
| 9 traits supplémentaires  | 朠 朡             |
| 10 traits supplémentaires | 朢                |
| 11 traits supplémentaires | 膤                |
| 12 traits supplémentaires | 朣 朤 朥          |
| 14 traits supplémentaires | 朦                |
| 16 traits supplémentaires | 朧                |